# 奥尔万
奥尔万（法語：Holving，法語發音：[ɔlvɛ̃]；洛林法兰克语：Holwinge）是法国摩泽尔省的一个市镇，属于萨尔格米讷区。

## 地理
奥尔万（49°0'39"N, 6°57'54"E）面积10.75 平方千米，位于法国大東部大區摩泽尔省，该省份为法国东北部内陆省份，是洛林的一部分，西南接默尔特-摩泽尔省，东临下莱茵省，北与卢森堡和德国接壤。
与奥尔万接壤的市镇（或旧市镇、城区）包括：勒瓦勒德盖布朗日、伊尔斯普里什、雷姆兰莱皮特朗日、里什兰、萨拉尔布。

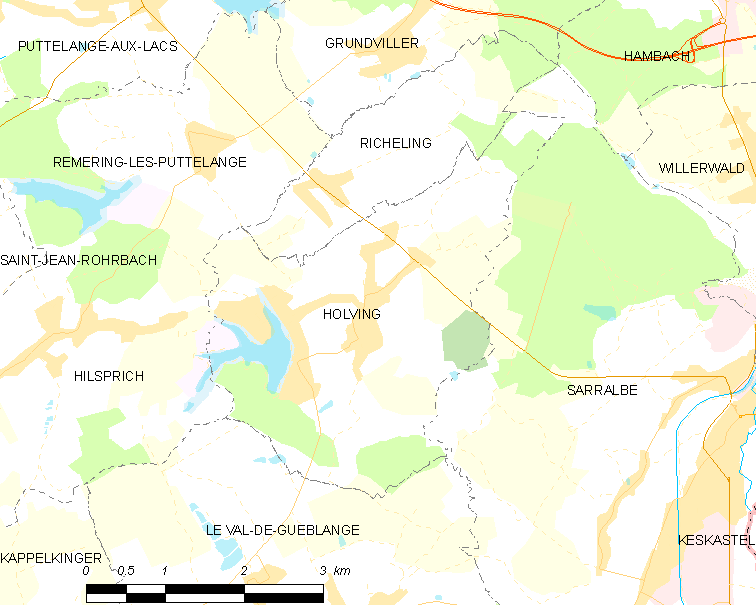
奥尔万的OSM定位图

奥尔万的时区为UTC+01:00、UTC+02:00（夏令时）。

## 行政
奥尔万的邮政编码为57510，INSEE市镇编码为57330。

## 政治
奥尔万所属的省级选区为萨拉尔布县。

## 人口

1962-2008年间奥尔万人口变化图示

奥尔万于2022年1月1日时的人口数量为1265人。